# 蚬岗镇
蚬岗镇，是中华人民共和国广东省肇庆市高要区下辖的一个乡镇级行政单位。
高等院校：广东肇庆航空职业学院

## 行政区划
蚬岗镇下辖以下地区：
蚬岗镇社区、蚬一村、蚬二村、蚬三村、富金村、富佛村、范山村、八联村、古迳村、南村、芙罗村和杜村。